# Étienne-Fréderic Bouisson
Pour les articles homonymes, voir Bouisson.
Étienne-Frédéric Bouisson, né le 14 juin 1813 à Mauguio et mort le 26 mai 1884 à Montpellier, est un médecin français.

## Biographie
Montrant, dès l’enfance, un gout prononcé pour l’étude, en contraste avec les habitudes militaires ou agricoles de sa famille, un oncle industriel, qui l’affectionnait, l’a appelé à Bordeaux, où il a fait ses premières études à l’institution Worms avec distinction. Entré, à l’âge de 16 ans, à la faculté de médecine de Montpellier, il suit en particulier les cours de Delpech et de Dugès, et se classe parmi les meilleurs étudiants.
Il obtient successivement les places d’aide d’anatomie, d’Interne des hôpitaux à l'hôpital général en 1832, à l'hôtel-Dieu Saint-Éloi en 1833, de chef des travaux anatomiques de la Faculté en 1834 et d’agrégé. Reçu docteur à Montpellier, le 16 mai 1835, il enseigne l’anatomie et la chirurgie. Après avoir obtenu une dispense d’âge, rendue nécessaire par son jeune âge, il dispute la chaire de physiologie à la faculté de médecine de Strasbourg, rendu vacante par la mort d’Alexandre Lauth. Il a été nommé professeur après de remarquables épreuves, à l’âge de vingt-quatre ans.
En 1840, ayant réussi le concours pour le professorat à Montpellier, il est nommé à l’unanimité des voix à la chaire de pathologie externe laissée vacante par Dugès. En 1845, il succède à Lallemand dans la chaire de clinique externe à Montpellier. En 1851, il dispute son troisième concours, pour le professorat à la Faculté de médecine de Paris, la chaire de Marjolin à Nélaton.
La science lui doit des travaux nombreux et importants. Son zèle et son influence au service de la Faculté de Montpellier, soit au conseil municipal de la ville, soit dans les Commissions dont il a été membre, auprès du ministère de l’instruction publique, ont obtenu de notables améliorations à l’École de médecine. C’est à son initiative qu’ont été dues la création de l’Académie des sciences et lettres de Montpellier, la fondation d’un journal de médecine, l’érection des statues de Lapeyronie et de Barthez, et la réorganisation de l’Association des médecins de l’Hérault.
Ses travaux scientifiques et ses services lui ont valu les titres suivants : 1841. Président des Jurys médicaux. 1846. — Médecin du Lycée de Montpellier. 1848. — Président de l’Académie des Sciences et Lettres de la même ville. 1849. — Chevalier de la Légion d’honneur. 1856. — Associé national de l’Académie impériale de médecine. 1863. — Correspondant de l’Institut. 1864. Président de l’Association des médecins de l’Hérault. 1864. — Officier de la Légion d’honneur. 1866 — Chevalier de l’ordre de Charles III d’Espagne. - Commandeur de l’ordre de Saint-Grégoire-le-Grand.
- Membre de l’Académie des Arcades. Il a été député de l'Hérault de 1871 à 1876, siégeant au centre droit.
À sa mort, d’un cancer de l’estomac, dans son château de Grammont, sa deuxième épouse, Célestine-Amélie Bertrand, fille du professeur Toussaint Bertrand, lègue, suivant les vœux de son mari, l’essentiel de leur fortune à la faculté de médecine de Strasbourg « pour des fondations scientifiques et humanitaires. ». La ville de Montpellier lui a décerné, le 20 mai 1884, les honneurs funèbres dus aux grands citoyens.
À l’issue de ses obsèques, célébrées le 28 mai, à l’église Saint-Denis de Montpellier, les discours d’adieu ont été prononcés au plan Cabanes, par les professeurs Joseph-Marie Dubrueil et Georges Pécholier, sa dépouille mortelle a été transportée à Saint-André-de-Sangonis, pour aller reposer à côté de son beau-père et ami, le docteur Bertrand.